# 单学标
单学标，浙江临海人，中华人民共和国政治人物。

## 生平
1984年1月至1988年9月，担任中共玉环县委副书记（期间1984年1月至1989年8月，担任玉环县人民政府县长）。1988年9月至1989年12月，担任中共玉环县委书记委书记。1994年10月至1998年12月，出任临海市人大常委会主任。